# Gainare Tottori
Gainare Tottori (japonsky ガイナーレ鳥取) je japonský fotbalový klub z města Tottori hrající v J3 League. Klub byl založen v roce 1983 pod názvem Tottori Teachers SC. V roce 2011 se připojili do J.League, profesionální japonské fotbalové ligy. Svá domácí utkání hraje na Tottori Bank Bird Stadium.

## Významní hráči
- Masajuki Okano
- Tošihiro Hattori
- Kenny Cunningham
- Roy Smith
- Kayne Vincent